# 「春夏秋冬」(レンタル専用)シリーズ
『「春夏秋冬」(レンタル専用)シリーズ』（しゅんかしゅんとう・レンタルせんよう・シリーズ）は、レミオロメンのレンタル専用アルバムの総称。

## 概要
- 結成10周年の企画として、全国のTSUTAYAでレンタルのみの季節限定盤として展開。
- 配信シングル「Sakura」のオーケストラ・バージョンが春〜花鳥風月〜にて初CD化。

## 収録曲

### 春〜花鳥風月〜
1. 花鳥風月
作詞・作曲:藤巻亮太
配信シングル。アルバム「花鳥風月」収録。
2. Sakura (オーケストラver.)
作詞・作曲:藤巻亮太
ソニー・エリクソン「Walkman(R) Phone,Premier3」CMソング。
3. 3月9日
作詞・作曲:藤巻亮太
2ndシングル。
4. 春夏秋冬
作詞:藤巻亮太、作曲:レミオロメン
アルバム「ether」収録。

### 夏〜花鳥風月〜
1. スタンドバイミー
作詞・作曲:藤巻亮太
アルバム「HORIZON」収録。
2. 雨上がり
作詞・作曲:藤巻亮太
インディーズ・シングル。
3. 夏前コーヒー
作詞:藤巻亮太、作曲:レミオロメン
シングル「アカシア」収録。
4. 花火
作詞・作曲:藤巻亮太
アルバム「風のクロマ」収録。

### 秋〜花鳥風月〜
1. 蒼の世界 (4:57)
作詞・作曲:藤巻亮太
6thシングル。
2. 恋の予感から (5:39)
作詞・作曲:藤巻亮太
15thシングル。
3. 星取り (4:45)
作詞・作曲:藤巻亮太
アルバム「風のクロマ」収録。
4. コスモス (4:17)
作詞:藤巻亮太、作曲:レミオロメン
アルバム「ether」収録。

### 冬〜花鳥風月〜
1. 南風
作詞:藤巻亮太、作曲:レミオロメン
5thシングル。
2. Wonderful & Beautiful
作詞・作曲:藤巻亮太
11thシングル。
3. オリオン
作詞・作曲:藤巻亮太
シングル「恋の予感から」収録。
4. 波
作詞・作曲:藤巻亮太
アルバム「フェスタ」収録。